# Geophagus crassilabris
Geophagus crassilabris är en fiskart som beskrevs av Steindachner, 1876. Geophagus crassilabris ingår i släktet Geophagus och familjen Cichlidae. Inga underarter finns listade i Catalogue of Life.